# Antoninus Pius
Antoninus Pius (egl. Titus Aurelius Fulvus Boionus Arrius Antoninus), (19. september 86 – 7. marts 161) var romersk kejser i årene 138 – 161. Tilnavnet betyder ”den fromme”.
Antoninus, hvis regering ofte har været anset for den lykkeligste i kejsertidens historie, er samtidig også én af de mindst belyste kejsere. Han stammede fra en aristokratisk familie fra Gallien, vakte opsigt ved sin hæderlighed og udpegedes af Hadrian til efterfølger umiddelbart før dennes død. 
Hans 23-årige regeringstid synes stort set at have været begivenhedsløs og fredelig, med kun få stridigheder ved grænserne og mindre oprør i Orienten. Hans væsentligste indsats her var en udbygning af Hadrians grænseforsvar i Britannien (Antoninus-muren). Indadtil herskede også rolige forhold, og der synes ikke at have været gnidninger mellem regering og militæret. I øvrigt prægedes styret af sociale reformer, samt som noget nyt også en human lovgivning for slaver, hvis ejendomsret og legemlige ukrænkelighed blev fastslået. En del af forklaringen på denne humanitet er uden tvivl den stigende mangel på slaver og behovet for at holde dem i live, men synes også at stamme fra en mere moralsk holdning til slaveriet. Modsat de fleste øvrige adoptivkejsere holdt Antoninus sig helt fra kristenforfølgelser. Selv fremstår han i kilderne som en stærkt religiøs og beskeden patriark, der så vidt muligt undgik konflikter. Man har senere bebrejdet ham passivitet over for udlandet og forsømmelser af forsvaret, men han styrede på et tidspunkt, hvor farerne ikke syntes overhængende.
Han var gift med Faustina den ældre, som afbildes på tidens mønter. Desuden var han svigerfader til Marcus Aurelius, som han havde adopteret på opfordring af Hadrian, og som blev hans medregent fra 146.